# Juli Fournier i Cuadros
Juli Fournier i Cuadros (Barcelona, 14 de desembre de 1879 - Barcelona, 14 de març de 1960) fou un advocat i polític català, diputat a les Corts Espanyoles durant la restauració borbònica
Llicenciat en dret, fou elegit diputat dins les files del Partit Conservador a Catalunya pel districte de Torroella de Montgrí (província de Girona) a les eleccions generals espanyoles de 1910, 1916, 1918, 1919, 1920 i 1923. També fou Director General dels Registres i del Notariat.